# Ibritumomab-Tiuxetan
Ibritumomab-Tiuxetan (Handelsname Zevalin) ist ein Antikörper-Wirkstoff-Konjugat. Nach Beladung mit einem radioaktiven Isotop des Seltenerdmetalls Yttrium wird es in der Radioimmuntherapie verschiedener maligner Lymphome von B-Zellen (Lymphdrüsenkrebs) angewendet.

## Aufbau
Ibritumomab-Tiuxetan ist ein Immunkonjugat, das heißt eine Kombination eines Antikörpers mit einem weiteren Stoff. Beide sind durch eine stabile kovalente Bindung über Thioharnstoff miteinander verbunden.
- Der monoklonale Antikörper Ibritumomab ist ein  muriner, monoklonaler IgG1κ Antikörper, der spezifisch gegen das B-Zell-Antigen CD20 gerichtet ist
- Die Linker-Chelator-Verbindung Tiuxetan (1-p-Isothiocyanatobenzyl-4-methyl-diethylentriaminpentaessigsäure, p-SCN-Bn-1B4M-DPTA, MX-DTPA)[1] vermag das strahlentherapeutisch wirksame 90Yttrium-Kation durch Komplexierung zu binden.

## Herstellung
Der Antikörper wird rekombinant von gentechnisch modifizierten Eierstockzellen des Chinesischen Hamsters (CHO-Zellen) hergestellt und besteht aus zwei schweren γ-Ketten mit je 445 Aminosäuren und zwei leichten κ-Ketten mit je 213 Aminosäuren.

## Wirkungsweise
Vor der Anwendung muss Ibritumomab-Tiuxetan mit dem radiotherapeutisch wirksamen 90Yttrium(III)-Kation, einem β-Strahler, zusammengebracht werden. Dazu wird er mit einer 90Yttrium(III)-chlorid-Lösung (z. B. Yttriga) versetzt. Tiuxetan besitzt eine Bindungsstelle mit hoher Affinität zu 90Yttrium. Der Antikörper sucht das Ziel (die B-Zellen) und führt damit das an den Chelator gebundene radioaktive Yttrium-Isotop an die B-Zelle heran, was diese direkt und ihre direkte Umgebung spezifisch und über längere Zeit der hochenergetischen ionisierenden Strahlung aussetzt, weiter entfernte Zellen werden jedoch nicht erreicht. Zusätzlich hat auch der Antikörper allein therapeutische Wirkung, ähnlich wie Rituximab. Dabei werden alle Zellen, die das Antigen auf der Oberfläche enthalten, angegriffen, auch gesunde B-Zellen. Verschont werden B-Zell-Vorläufer, sodass als erhofftes Ergebnis nach der radikalen Abtötung vollständig entwickelter B-Zellen auch alle Krebszellen abgestorben sind und aus den Vorläufern die für die Krankheitsabwehr essentiellen B-Zellen neu gebildet werden können.
Mit 111Indium markiertes Ibritumomab-Tiuxetan kann in der quantitativen Bildgebung zur Ermittlung der absorbierten Strahlendosis genutzt werden.

## Entwicklungsgeschichte
Ibritumomab-Tiuxetan wurde bei Idec Pharmaceutical (heute Biogen Idec) entwickelt. Die Erstzulassung erfolgte 2002 in den USA. In der EU wurde Ibritumomab-Tiuxetan 2004 zugelassen. Zulassungsinhaber und Vertreiber für die EU war Bayer Schering, 2012 wurde die Zulassung auf Spectrum Pharmaceuticals B.V. übertragen, 2020 auf Ceft Biopharma s.r.o. Die US-amerikanische Firma Cell Therapeutics erwarb 2007 die US-Rechte von Biogen Idec. Zevalin wird weiterhin bei Biogen Idec hergestellt.